# Lapuz, Iloilo City
Lapuz é um dos sete distritos da Cidade de Iloilo, na província filipina de Iloilo, na ilha de Panay, nas Visayas Ocidentais

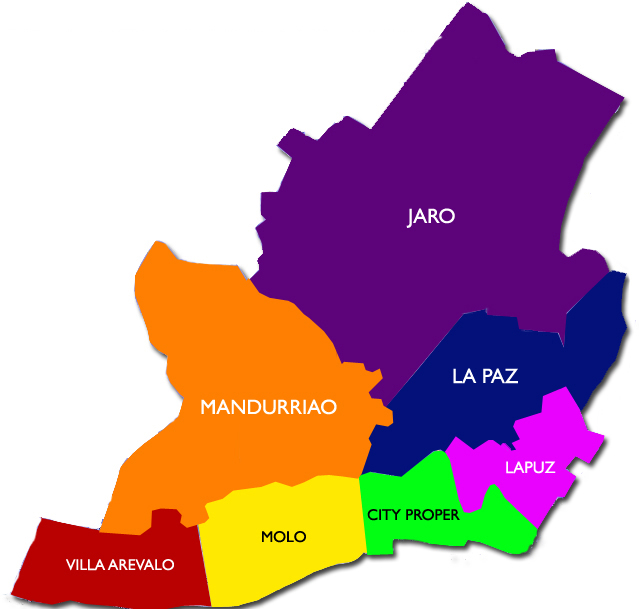
Mapa dos distritos da cidade de Iloilo

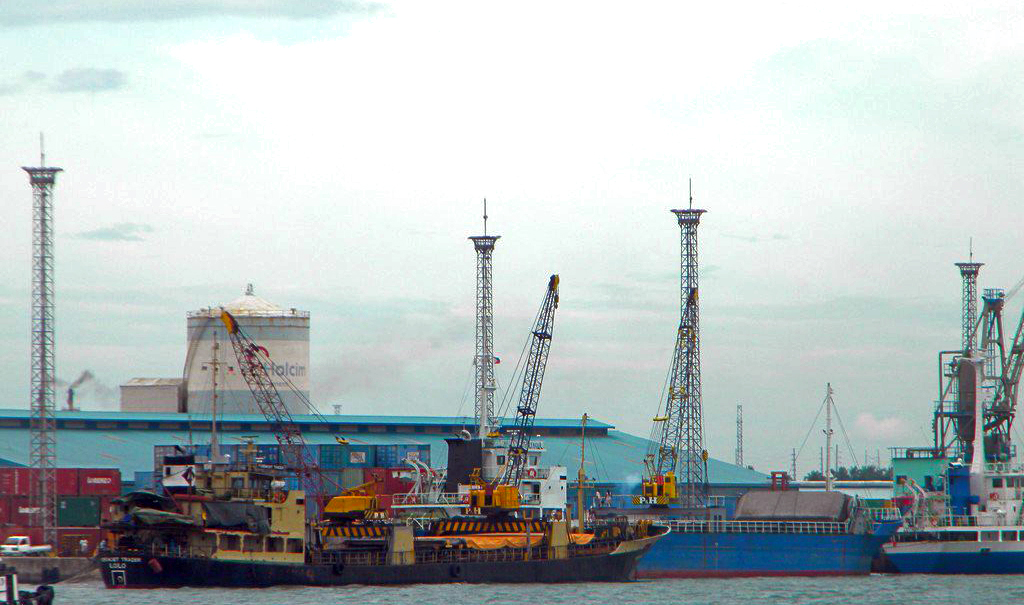
Porto Internacional de Iloilo

## História
Lapuz fazia parte do distrito de La Paz desde que este último era uma cidade durante o regime espanhol. É de conhecimento comum entre os Ilonggos que o nome "Lapuz" veio da palavra Hiligaynon, "lapus" que significa "inserir/passar" por causa de sua localização.
Depois de vários anos fazendo parte de La Paz, Lapuz finalmente ganhou seu status de independência e distrito em 17 de dezembro de 2008 depois que o Sangguniang Panglungsod (Câmara Municipal) da cidade de Iloilo aprovou uma resolução para que o distrito tivesse sua própria delegacia de polícia e corpo de bombeiros.
O bicampeão do Festival Dinagyang, Tribu Ilonganon da Jalandoni Memorial National High School, vem de Lapuz.